# 문정공 김상헌 진적
문정공 김상헌 진적(文正公 金尙憲 眞蹟)은 대한민국 대전광역시 대덕구 중리동에 있는 조선시대의 전적이다. 2018년 5월 14일 대전광역시의 유형문화재 제58호로 지정되었다.

## 지정 사유
『문정공 김상헌 진적』은 청음 김상헌 친필로 일부는 그의 손자인 곡운 김수증이 보필(補筆)한 자료이다.
내용의 대부분이『청음집』에 수록 되어있다. 하지만, 본 자료에는 붉은색으로 교정을 가한 표시가 많이 나타나고 있어 목판본으로 간행하기 전 원고로 쓰인 것으로 여겨진다. 따라서『청음집』에 수록될 시 교정과 교열을 거치면서 어떤 내용이 산삭(刪削) 되었는지 알 수 있다.
또한 3책 31장으로 구성되어 있는『문정공 김상헌 진적』만큼 청음 김상헌의 글씨가 대량으로 남아있는 경우도 없다.
이와 같이『문정공 김상헌 진적』은 청음 김상헌의 친필, 『청음집』 간행 시 교정 및 교열 내용을 알 수 있는 점을 통해 역사적, 서예사적으로 귀중한 자료로 그 가치를 인정받아 대전광역시 유형문화재로 지정하여 보존하고자 한다.

## 같이 보기
- 김상헌

## 참고 문헌
- 문정공 김상헌 진적 - 국가유산청 국가유산포털